# Мергупе
Ме́ргупе (латыш. Mergupe) — река в Латвии (регион Видземе). Длина реки — 53 км, падение 157 м. Исток — озеро Бунену, находится на территории Нитаурской волости, недалеко от посёлка Нитауре на высоте 260 метров над уровнем моря. В верхнем течении, до впадения Брендупе, река называется ручьём Бунену (латыш. Būnēnu strauts). Протекает по территории Аматского, Сигулдского и Малпилсского краёв. Сливаясь с рекой Суда, образует реку Лиела-Югла, впадающую в озеро Юглас в низовьях реки Западная Двина (Даугава). Годовой сток 0,1 км³; площадь водосборного бассейна — 285 км².
Используется для рыбалки, в водах реки возможна лицензионная ловля форели.
Основные притоки реки: Заубе (29 км), Вилюмупе (8 км), Гулсупе (6 км).